# Aristide Denfert-Rochereau
Pour les articles homonymes, voir Denfert-Rochereau.
Aristide Denfert-Rochereau, né Pierre Marie Philippe Aristide Denfert-Rochereau le 11 janvier 1823 à Saint-Maixent-l'École et mort le 11 mai 1878 à Versailles, est un officier supérieur et député français. Il est célèbre pour avoir dirigé la défense de Belfort durant la guerre franco-allemande de 1870, ce qui lui a valu le surnom de « Lion de Belfort ».

## Biographie

### Années de formation
Il naît dans une famille d'ancienne bourgeoisie de confession protestante originaire de Jarnac,, de René Clovis Denfert-Rochereau, percepteur des contributions directes, et son épouse Constance David de Lanoüe.
Il est élève à l'École polytechnique en 1842-1845 puis il intègre l'École d'application de l'artillerie et du génie de Metz jusqu'en 1847.
Il épouse Pauline-Louise-Henriette Surleau-Goguel, d’une ancienne famille de Montbéliard.

### Guerre de Crimée et Algérie
En 1847, il est affecté au 2e régiment du génie avec le grade de lieutenant. Il se distingue lors de l'« expédition de Rome » de 1849 et participe ensuite à la guerre de Crimée en 1855, puis est en poste en Algérie de 1860 à 1864.

### Responsable du génie à Belfort (1864-1870)
Nommé chef du service du génie à Belfort en 1864, Denfert-Rochereau demande et obtient la construction d’un fort sur le plateau de Bellevue (à l’actuel emplacement du cimetière) et le renforcement des redoutes en terre aménagées aux Perches par le général Lecourbe lors du siège de 1815. Il a compris que Les Basses et Hautes-Perches sont le point faible de la place : elles dominent la citadelle dont elles ne sont éloignées que de 900 m. En 1867, une commission spéciale présidée par le général Charles Frossard a d’ailleurs conclu que « qui tenait les Perches tenait Belfort » et a recommandé leur fortification. Denfert-Rochereau sera conscient de la nécessité de tenir coûte que coûte ce site stratégique lorsque le siège de la ville débutera.

### Gouverneur de Belfort (1870-1871)
En septembre 1870, le général de Chargère, vieillissant, a été remplacé par le général Albert Cambriels. Celui-ci prenant en charge l'armée des Vosges, le général d'artillerie Joseph Crouzat, prend sa place début octobre avant d'être affecté à l'armée de la Loire. Gambetta, ministre de la guerre, nomme le lieutenant-colonel Denfert-Rochereau le 19 octobre avec le grade temporaire de colonel. Dans le contexte de la guerre franco-prussienne, il est confronté dès novembre 1870 à l'attaque, puis au siège des armées allemandes, menées par le général prussien August von Werder assisté de Udo von Tresckow. Il mène alors, avec sa garnison de 15 000 hommes et la population de la ville, une résistance vigoureuse de cent trois jours, contre les 40 000 soldats de Werder. Le 3 octobre, il répond à von Tresckow qui lui demande de capituler, cette phrase devenue culte : « Nous connaissons l'étendue de nos devoirs envers la France et envers la République et nous sommes décidés à les remplir ».
Ce n'est que le 18 février 1871, après l'armistice et sur un ordre d'Adolphe Thiers, qui vient d'être chargé de la présidence du gouvernement, qu'il accepte de quitter, librement et invaincu, Belfort avec ses troupes et ses armes, évitant ainsi l'humiliation d'une défaite. Partisan de la guerre contre l'Allemagne et du refus de l'armistice, il sollicite devant Thiers la grâce du jeune officier Louis-Nathaniel Rossel — lui aussi protestant — qui avait rejoint la Commune de Paris après la défaite française. Ce dernier est pourtant exécuté le 27 novembre 1871.
La résistance d'Aristide Denfert-Rochereau tranche avec la défaite de Mac Mahon à Sedan et la reddition de Bazaine à Metz. Elle permet également à Thiers de négocier la conservation au sein de la France de l'arrondissement de Belfort, alors dans le département du Haut-Rhin, tandis que le reste de ce département alsacien est annexé par l'Allemagne selon les termes du traité de Francfort.

### Carrière politique
Il est élu député du Haut-Rhin à l'Assemblée nationale en juillet 1871, où il soutient la politique de Léon Gambetta.
En 1872, il est délégué au synode national de l'Église réformée, où il soutient le courant protestant libéral. Il s'oppose à François Guizot et à Charles Bois, du courant protestant orthodoxe, contre l'adoption d'une confession de foi.
Il est à nouveau élu à l'Assemblée nationale en février 1876, mais cette fois dans le 6e arrondissement de Paris. Lors de la crise du 16 mai 1877, il est l'un des signataires du manifeste des 363. Il est aussi réélu en octobre 1877 et est confirmé dans ses fonctions de questeur.
Mais, il meurt moins de sept mois plus tard à Versailles. Il est inhumé, aux côtés de son épouse, dans le cimetière de Montbéliard.

## Publication
- Lettres d'un officier républicain : (1842-1871) (1990).

## Hommages, postérité
À Belfort, un monument de Bartholdi, le Lion de Belfort, est érigé au pied de la citadelle en l'honneur des défenseurs de Belfort qu'il dirigea durant le siège de 1871. Sur le monument des Trois sièges, place de la République, Denfert-Rochereau est représenté, encadré des généraux Jean Legrand et Claude Jacques Lecourbe. Une avenue et une rue portent son nom. Il y a aussi un arrêt de bus Optymo qui porte son nom.

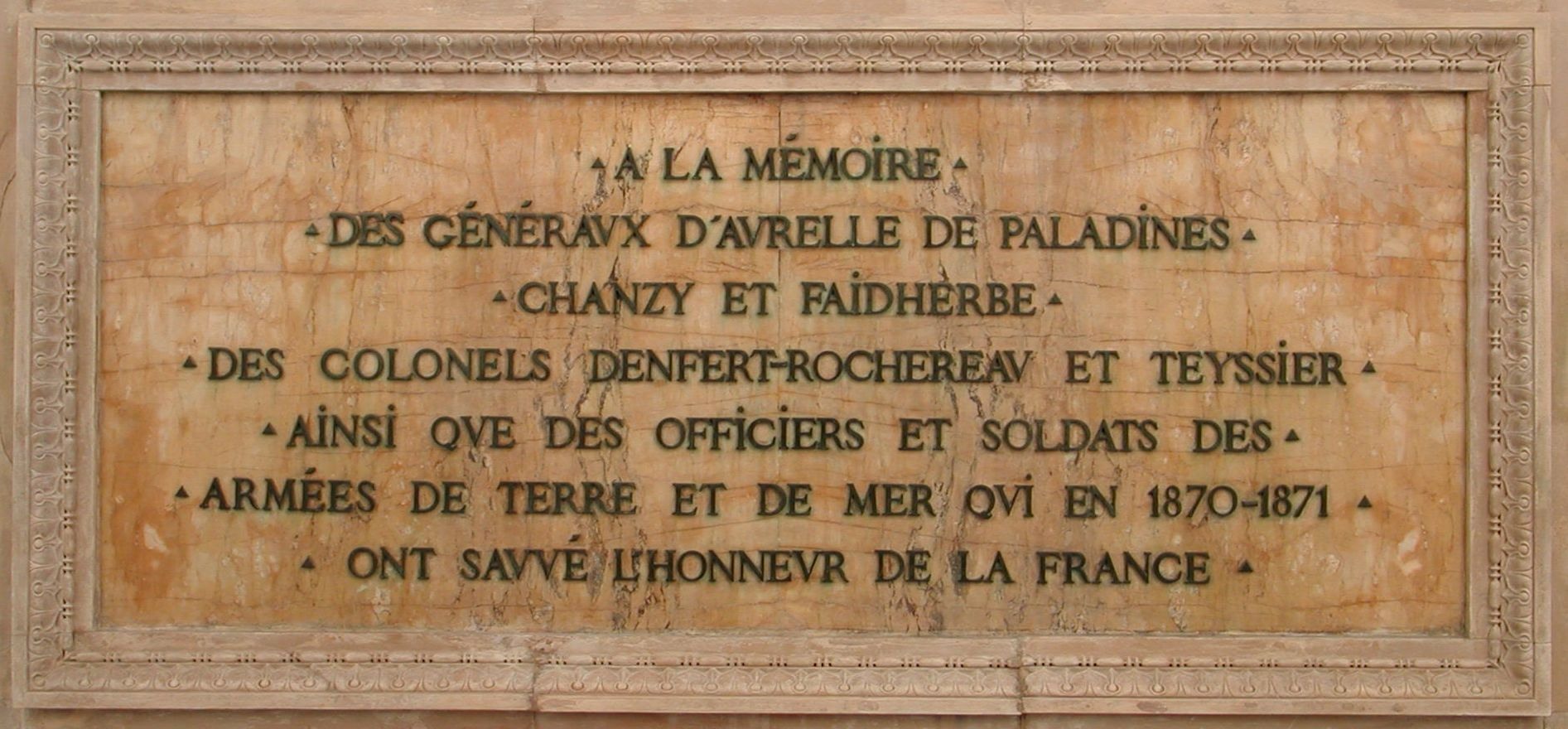
Inscription au Panthéon, Paris.

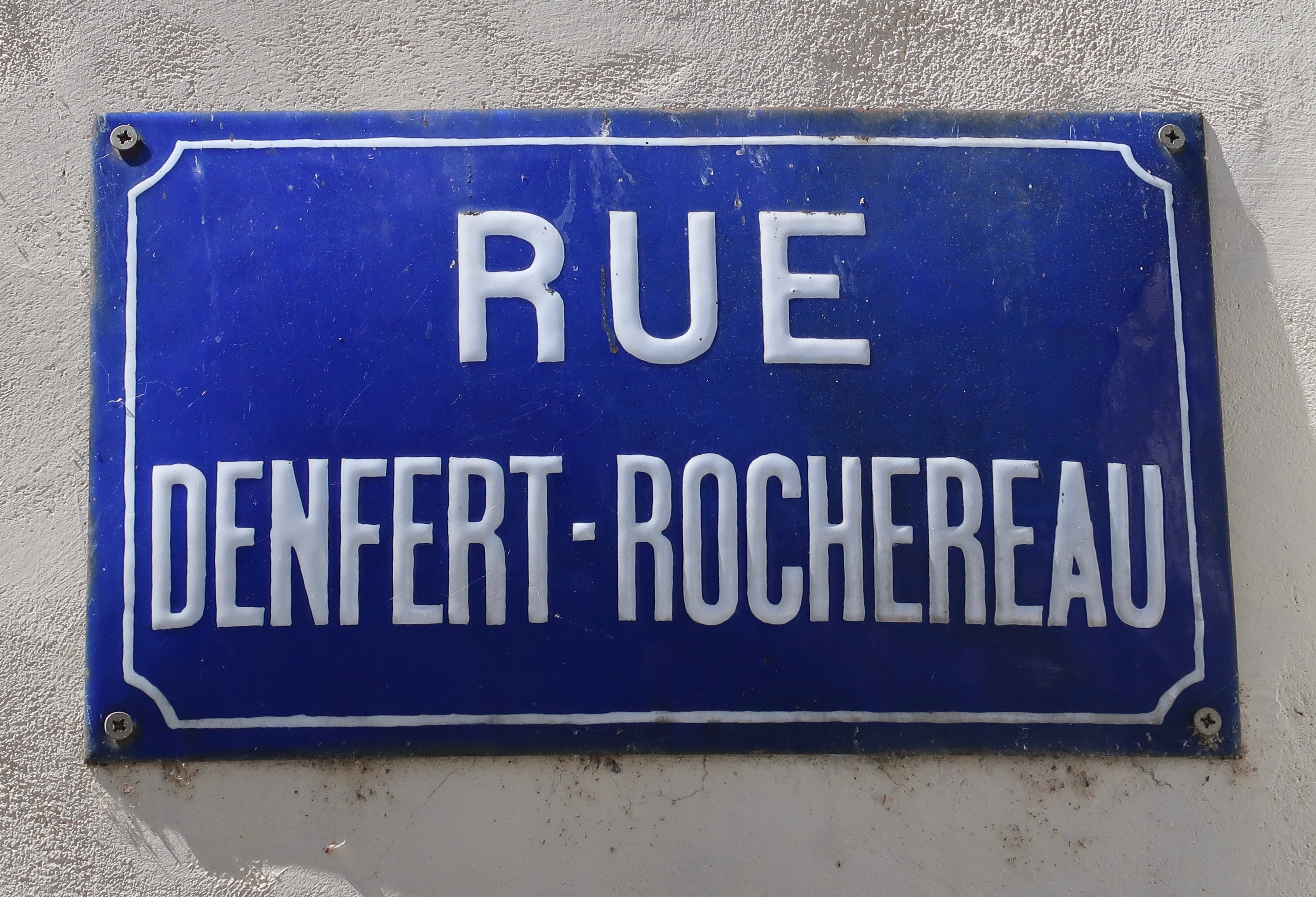
Plaque de la rue Denfert-Rochereau, à Sainte-Foy-la-Grande (Gironde).

À Paris, dans le 14e arrondissement, une place porte son nom ; une statue réalisée par Bartholdi, réplique en bronze à l'échelle 1/3 du Lion de Belfort, rappelle son souvenir. Un médaillon le représentant est apposé sur le socle. La station de métro, la gare et l'avenue adjacente portent également son nom. Au Panthéon, sous l'urne où repose le cœur de Léon Gambetta, son nom est l'un des cinq mentionnés sur l'inscription qui rend hommage aux officiers et soldats de la guerre de 1870 :

« À la mémoire des généraux d'Aurelle de Paladines, Chanzy et Faidherbe, des colonels Denfert-Rochereau et Teyssier ainsi que des officiers et soldats des armées de terre et de mer qui en 1870-1871 ont sauvé l'honneur de la France. »

À Saint-Maixent-l'École, sa ville natale, un monument lui a été dédié en 1880 ; un lion aux aguets a été représenté à ses pieds. Grâce au maire de l'époque, Léon Guyonnet, il n'a pas été fondu sous l'Occupation.
Une statue de pierre le représentant se dresse dans le jardin public de l'Évêché à Lisieux.
Il existait aussi une statue en son honneur à Montbéliard, exécutée par Just Becquet et inaugurée le 21 septembre 1879sur la place éponyme. Elle a été fondue sous l'Occupation. Sur le piédestal figurait la célèbre réplique de Denfert à von Tresckow : « Nous connaissons l'étendue de nos devoirs envers la France... »
Une promotion (2008) du 4e bataillon de l'École spéciale militaire de Saint-Cyr à Coëtquidan porte également son nom ainsi que de nombreuses rues et avenues de France .

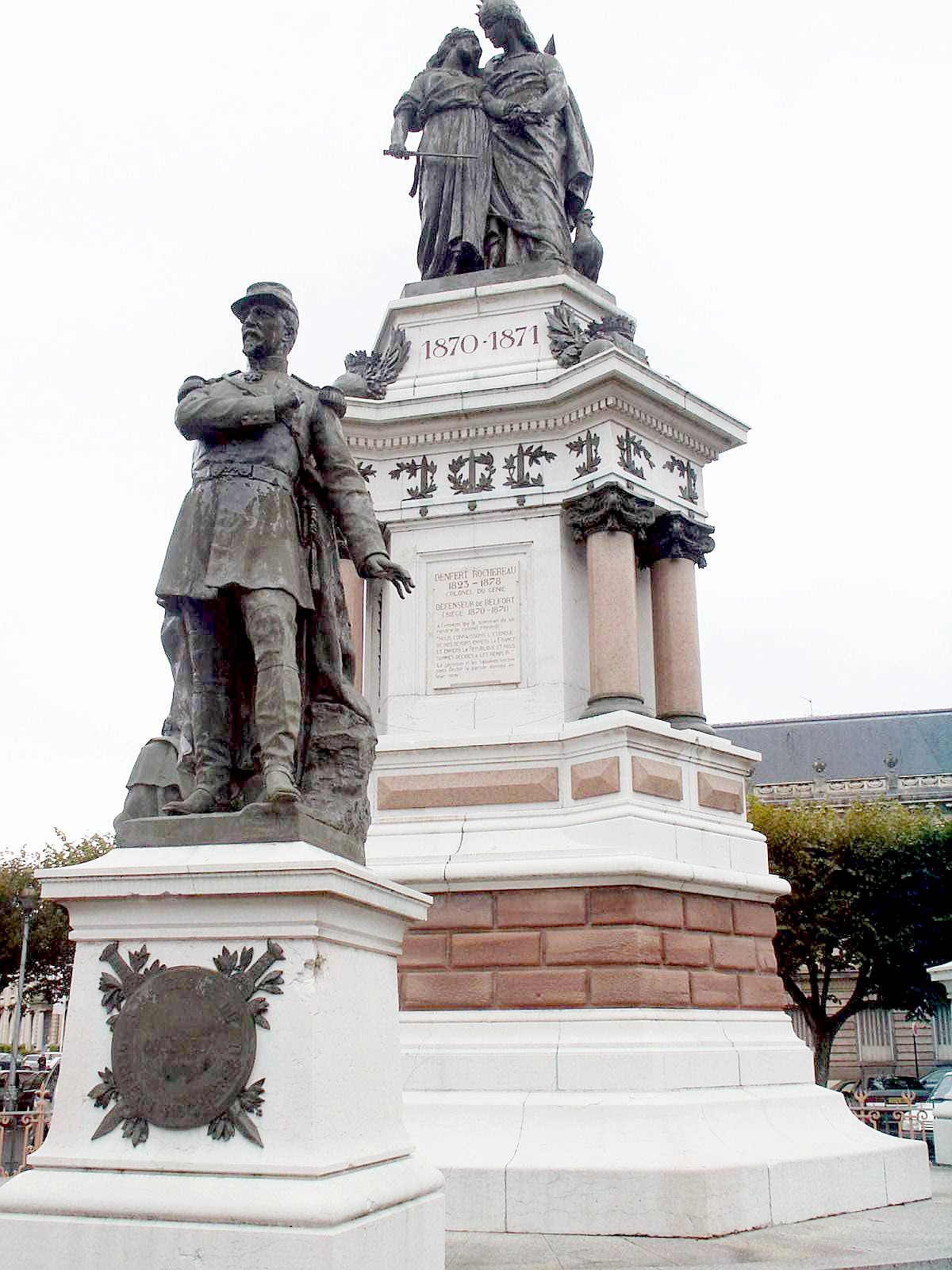
Statue du colonel Denfert-Rochereau à Belfort.
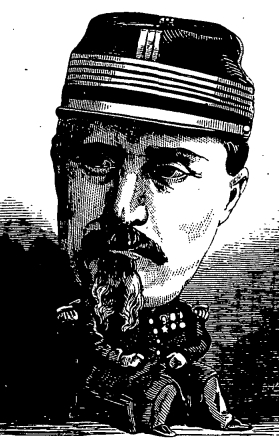
Portrait de Denfert-Rochereau paru dans Le Trombinoscope de Touchatout en 1872.
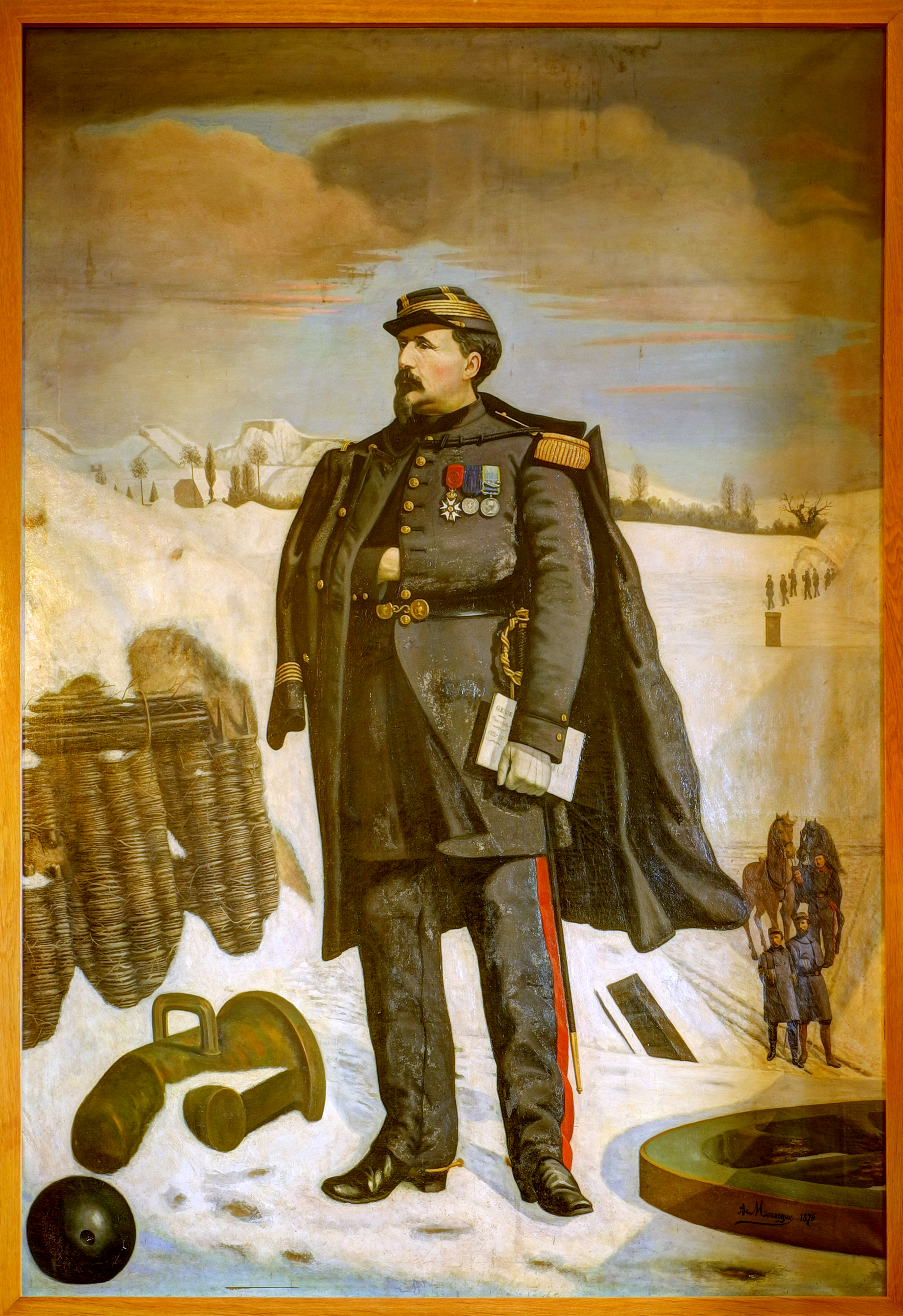
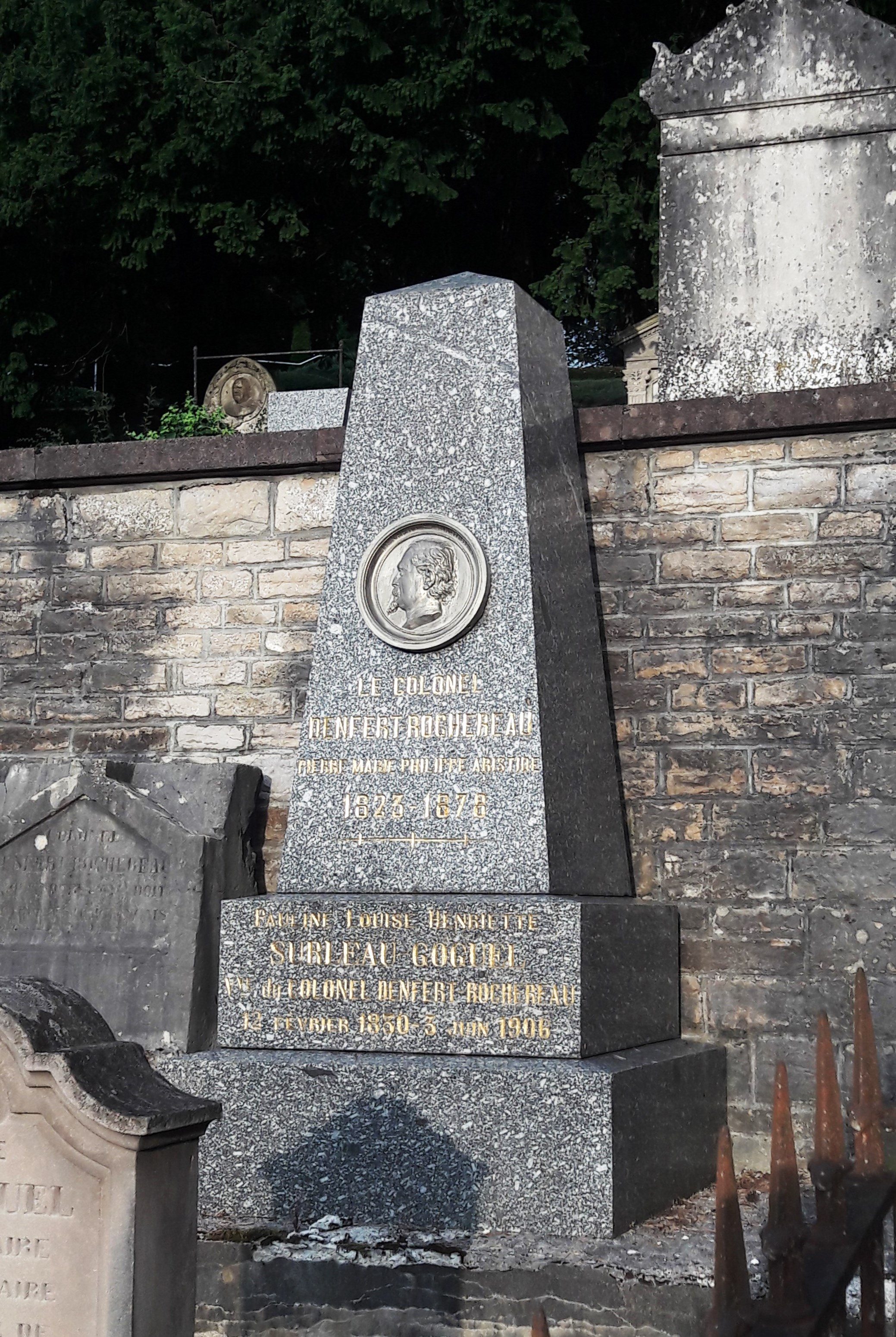
Tombe du colonel Denfert-Rochereau et de son épouse au cimetière de Montbéliard.